# Colostygia badiata
Colostygia badiata är en fjärilsart som beskrevs av John Henry Leech 1897. Colostygia badiata ingår i släktet Colostygia och familjen mätare. Inga underarter finns listade i Catalogue of Life.